# Sara Krnjić
Sara Krnjić (Novi Sad, 15 de julho de 1991) é uma basquetebolista profissional sérvia, medalhista olímpica.

## Carreira
Sara Krnjić integrou Seleção Sérvia de Basquetebol Feminino, na Rio 2016, conquistando a medalha de bronze.